# Rivière Chaude (La Grande Rivière)
Pour les articles homonymes, voir Rivière Chaude.
La rivière Chaude coule successivement dans les municipalités de Mont-Carmel, Saint-Gabriel-Lalemant et Saint-Onésime-d'Ixworth, dans la municipalité régionale de comté (MRC de Kamouraska, dans la région administrative du Bas-Saint-Laurent, au Québec, au Canada.
La rivière Chaude est affluent de la rive est de la Grande Rivière (rivière Ouelle), laquelle se déverse sur la rive est de la rivière Ouelle laquelle se déverse à son tour sur la rive sud du fleuve Saint-Laurent.

## Géographie
La rivière Chaude prend sa source au lac Chaudière (longueur : 2,7 km ; altitude : 381 m) lequel est situé dans la municipalité de  Mont-Carmel au cœur des monts Notre-Dame. Cette source est située à 22,6 km au sud-est de la rive sud du fleuve Saint-Laurent, à 29,4 km au nord-est du centre du village de Sainte-Perpétue et à 15,3 km au sud-est du centre du village de Mont-Carmel.
À partir de sa source, la rivière Chaude coule sur 15,1 km, répartis selon les segment suivants :
- 1,4 km vers le sud dans Mont-Carmel, jusqu'à la confluence d'un ruisseau (venant du sud) lequel draine le lieu-dit « La Plaine Molle » ;
- 1,0 km vers le nord-ouest, jusqu'à la confluence du cours d'eau désigné « Tête de la Rivière Chaude » lequel prend sa source au lac des Cinq Milles (ceb) et coule 12,6 km ;
- 3,3 km vers le nord-est, jusqu'au chemin de fer du Canadien National ;
- 3,3 km vers l'ouest, jusqu'à la limite entre Saint-Gabriel-Lalemant ;
- 2,0 km vers l'ouest dans Saint-Gabriel-Lalemant, jusqu'à la limite de Saint-Onésime-d'Ixworth ;
- 4,1 km vers l'ouest, jusqu'à sa confluence.

La confluence de la rivière est située dans la municipalité de Saint-Onésime-d'Ixworth. Cette confluence est située à 0,6 km en amont du pont couvert.

## Toponymie
Le toponyme rivière Chaude a été officialisé le 2 décembre 1975 par la Commission de toponymie du Québec.